# Myotis insularum
Myotis insularum — вид рукокрилих роду Нічниця (Myotis).

## Поширення, поведінка
Відомий тільки з типового зразка, який може бути неправильно маркований. Був нібито зібраний на Самоа, але це не було підтверджено.